# Romano Bonaventura
Pour les articles homonymes, voir Bonaventura.
Romano Frangipani ou Romain de Saint-Ange ou Romano Bonaventura ou Romano Papareschi, (né à Rome, Italie, et mort avant le 20 février 1243 dans la même ville) est un cardinal italien du XIIIe siècle. Il a été légat du pape Honoré III et précepteur du jeune Louis IX, roi de France.

## Biographie
Romano Bonaventura est juriste. Romano Frangipani est créé cardinal-diacre par Innocent III lors du consistoire de 1216.  Le cardinal Bonaventura participe  à l'élection d'Honorius III en  1216, à l'élection de Grégoire IX en 1227, l'élection de Célestin IV en 1241 et à l'élection d'Innocent IV de 1241-1243.
Le cardinal de Saint-Ange fut envoyé en France comme légat par Honorius III pour assurer la présence pontificale à la croisade royale en Languedoc en 1226, puis resta en France et exerça son influence sur Blanche de Castille.
Très habile diplomate, il fut sollicité par la régente Blanche de Castille, et conduisit les négociations avec Raymond VII qui aboutirent au traité de Paris de 1229.
Il fit au comte de Toulouse des offres de négociation. Ce dernier serait définitivement reconnu comme comte de Toulouse et vassal du roi de France. Raymond VII se rendit à Meaux pour examiner le texte préparatoire du traité, qui fut signé à Paris, le 12 avril 1229 et mit fin au long conflit albigeois opposant le Royaume de France au comté de Toulouse.
Il est vicaire de Rome, probablement entre 1227 et 1230, légat en Angleterre et gouverneur de Campanie. Il meurt à Rome en 1243 pendant la Sede Vacante qui mena à l'élection d'Innocent IV.